# Cécube
Le cécube est un vin renommé de l'Antiquité romaine. Il était cultivé dans le Latium entre Terracine et Gaète. On emploie encore parfois ce terme pour désigner un bon vin : « Buvons, au nez des Catons, le vin de tous nos cantons. Coulez, cécube et falerne ! »
Horace en parle dans ses Odes :
Absumet heres Caecuba dignior

« Un héritier, plus sage, boira le cécube »
Il le préfère au falerne :
| Caecubum et prelo domitam Caleno tu bibes uvam: mea nec Falernae temperant vites neque Formiani pocula colles. | Tu sables chez toi le cécube honnête, Le calène exquis: moi, jamais je n'eus Falerne et ses plants, Formie et son jus. Pour couper ma piquette. |